# CONCACAF Champions League
CONCACAF Champions League er en årligt tilbagevendende international fodbold-turnering for klubhold, der afholdes i lande, der er medlem af CONCACAF, dvs., landene i Nord- og Mellemamerika samt Caribien. Turneringen er åben for de førende klubhold i regionen. Turneringen erstattede CONCACAF Champions' Cup, der blev afviklet fra 1962-2008. Fra august 2008 vil holdene fra Champions' Cup blive erstattet af Champions League. 

## Format
Der deltager 24 hold i Champions League i alt
- Fra den nordamerikanske zone deltager:
  - 4 hold fra Mexico
  - 4 hold fra USA
  - 1 hold fra Canada

- Fra den centralamerikanske zone deltager:
  - 2 hold fra Costa Rica
  - 2 hold fra El Salvador
  - 2 hold fra Guatemala
  - 2 hold fra Honduras
  - 2 hold fra Panama
  - 1 hold fra Nicaragua
  - 1 hold fra Belize

- Fra den caribiske zone deltager:
  - 3 hold kvalificerer sig via CFU Club Championship

Der afvikles én kvalifikationsrunde for seksten klubber. Hvert hold møder ét hold ude og hjemme, hvorfra de otte klubber går videre til gruppespillet. De andre otte hold (2 fra både USA og Mexico og 1 hold fra hvert af følgende lande: Costa Rica, El Salvador, Guatemala og Honduras) bliver seedet og kvalificerer sig således direkte til gruppespillet. De seksten hold, der kvalificerer sig til gruppespillet vil blive fordelt i fire puljer med fire hold i hver. Man møder hver modstander én gang ude og én gang hjemme. Nr. 1-2 i hver gruppe går videre til kvartfinalen, der derefter foregår efter cup-metoden resten af turneringen. Både kvartfinaler, semifinaler og finaler vil således blive spilles på ude- og hjemmebasis. Finalen afvikles sidst i april.